# Volodymyrivka (Bilhorod-Dnistrovskyi)
Volodymyrivka  (ucraniano: Володимирівка) es una localidad del Raión de Bilhorod-Dnistrovskyi en el Óblast de Odesa de Ucrania. Según el censo de 2001, tiene una población de 224 habitantes.